# Dubbing Street
Dubbing Street (czes. Dabing Street) – czeski komediodramat autorstwa Petra Zelenki napisany dla Teatru Dejvickiego (cze. Dejvické Divadlo), gdzie miała miejsce światowa premiera 1 grudnia 2012 r., polska prapremiera zaś w listopadzie 2014 r. w Teatrze Śląskim w Katowicach w reżyserii Roberta Talarczyka.

## Opis fabuły
Rzecz dzieje się w studiu dubbingowym prowadzonym przez małżeństwo Ewę i Pawła. Pracuje w nim także rodzeństwo Lada i Karol. Studio ma problemy finansowe. Sytuacja wydaje się poprawiać, gdy studio zostaje wynajęte przez Michała na kilka dni za dość pokaźną kwotę zapłaconą z góry. Michał wynajmuje studio i się do niego wprowadza.